# Koblov

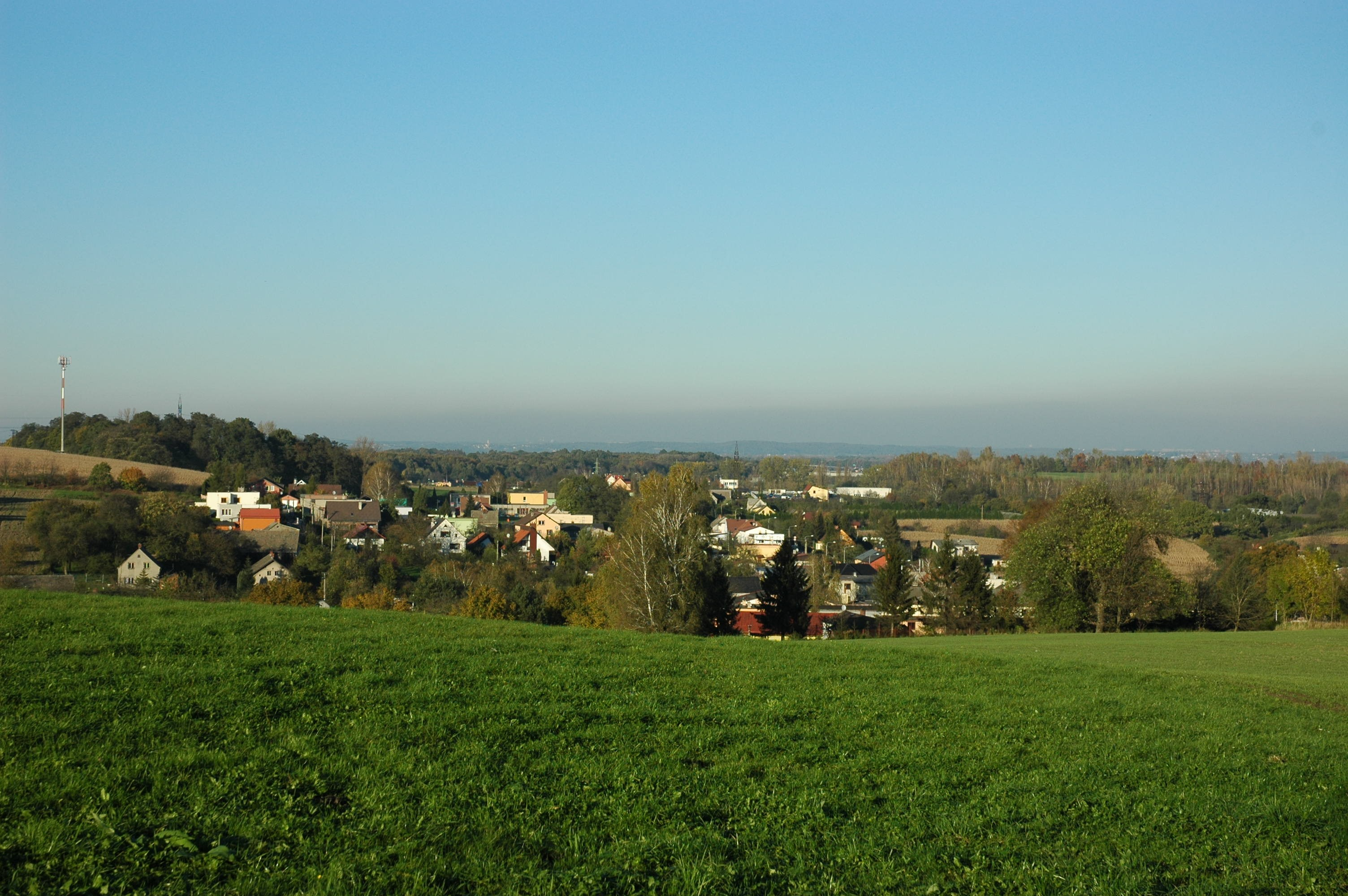
Blick vom Landek auf Koblov

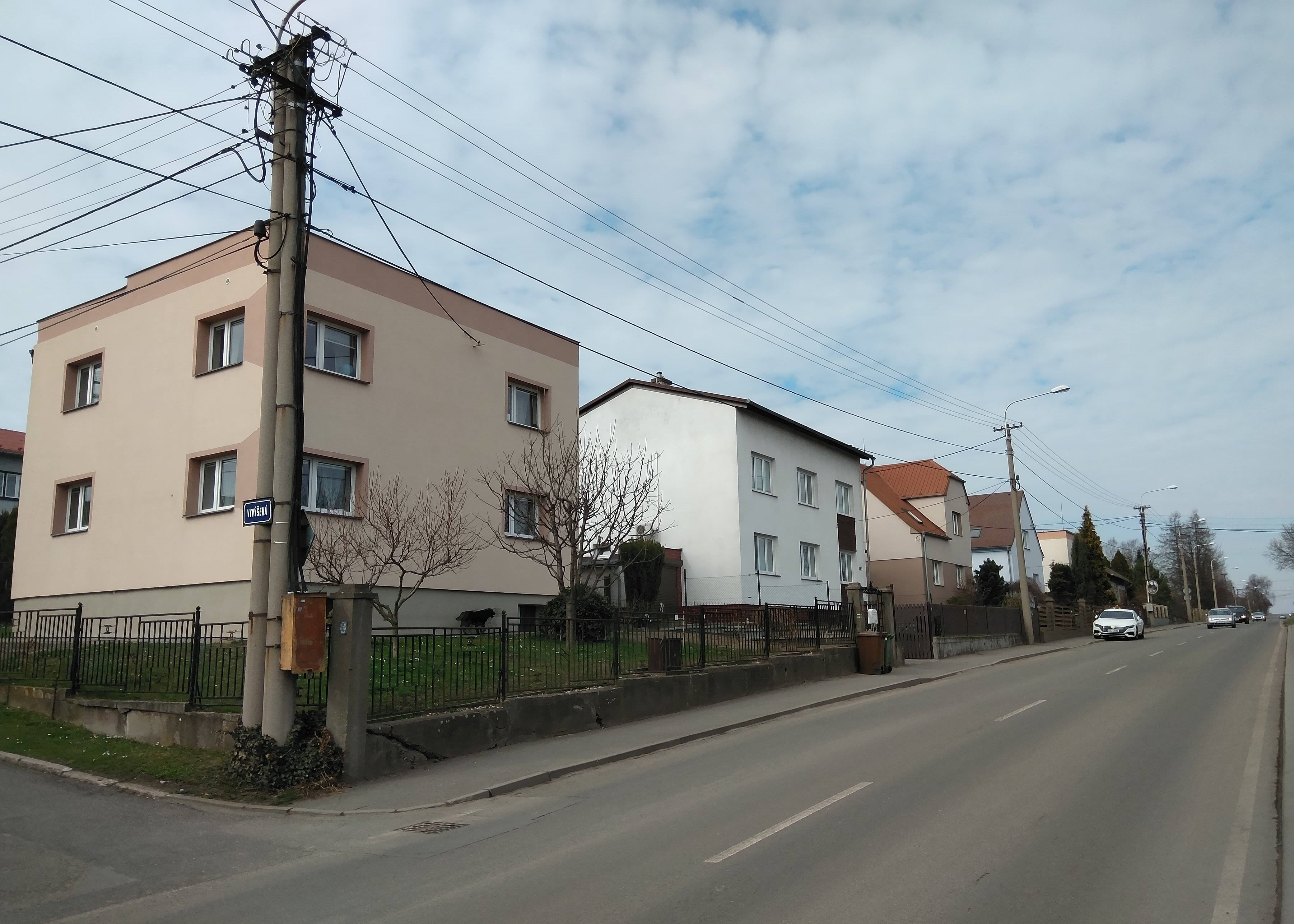
Siedlungshäuser in der Straße Antošovická

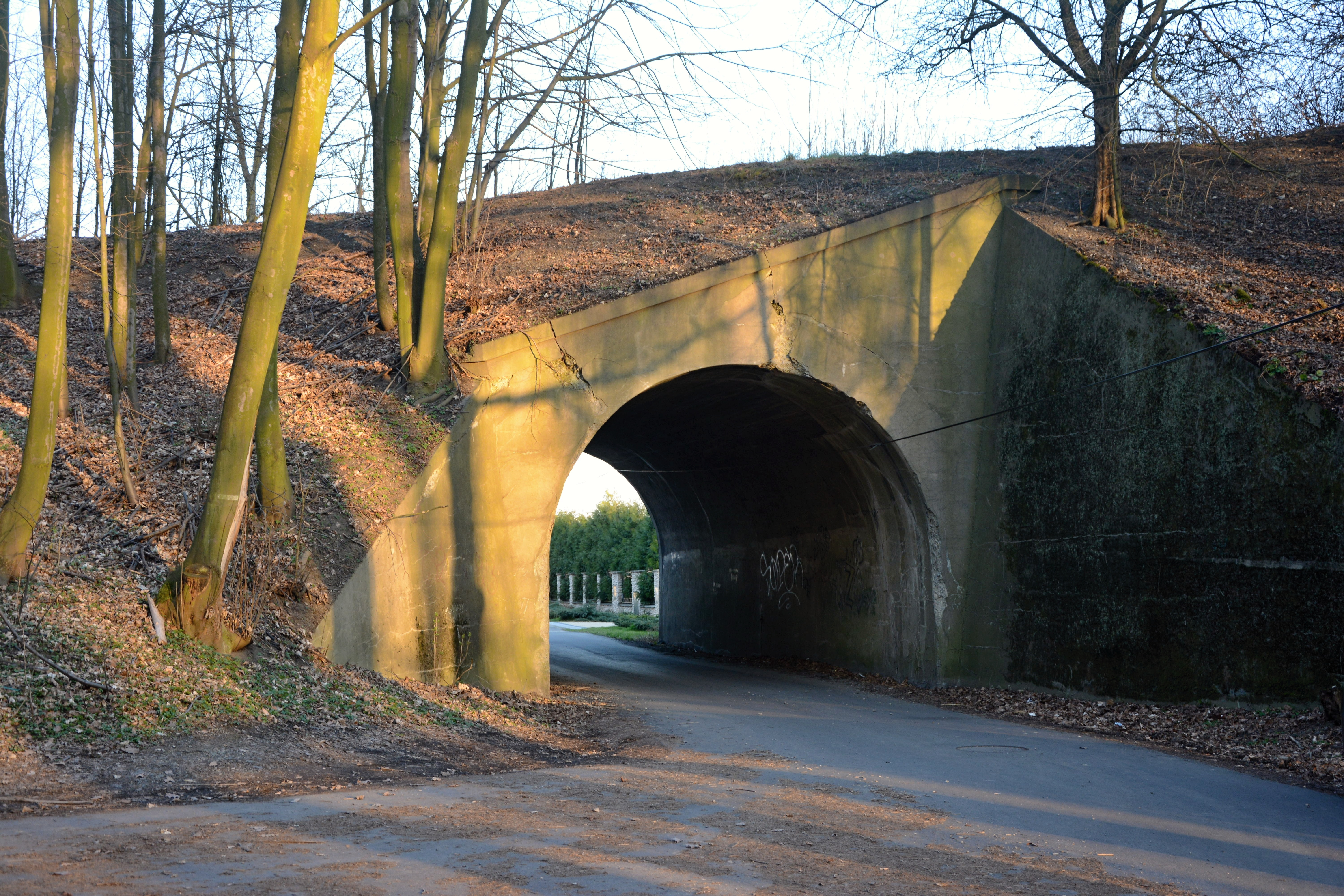
Straßenunterführung der unvollendeten Bahnstrecke Deutsch Krawarn-Annaberg bei Amerika

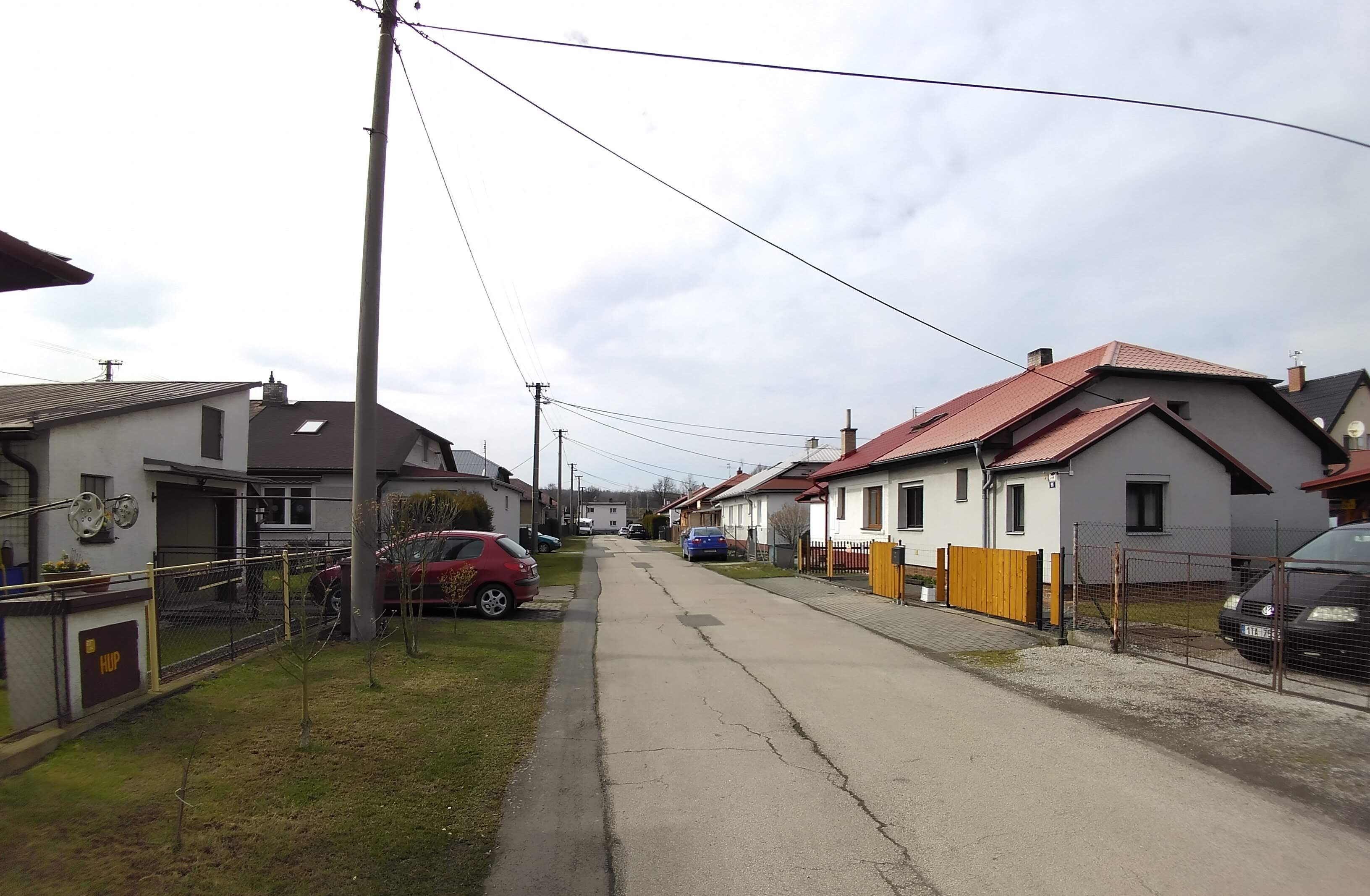
Bergarbeiterkolonie Amerika

Koblov (deutsch Koblau, polnisch Kobłów oder Koblów) ist ein Ortsteil der Stadt Ostrava (Ostrau) in der Mährisch-Schlesischen Region im Osten der Tschechischen Republik. Er liegt fünf Kilometer nördlich des Stadtzentrums von Ostrava am linken Oderufer und gehört zum Stadtbezirk Slezská Ostrava.

## Geografie
Das Waldhufendorf Koblov befindet sich am Übergang von der Vítkovská vrchovina (Wigstadtler Berge) zum Ostrauer Becken. Die Straße Antošovická führt nordwärts erst durch die Kolonie Amerika und dann nach Antošovice (Antoschowitz). Im Westen führt eine Straße nach Petřkovice (Petershofen). Östlich und südlich des Dorfes fließt die Oder. Im Süden erhebt sich der Landek (Landecke; 280 m. n.m.), gegenüber dem die Ostravice (Ostrawitza) in die Oder mündet. Nördlich von Koblov verläuft die Trasse der unvollendeten Bahnstrecke Kravaře ve Slezsku–Chałupki, dahinter erstreckt sich der Černý les (Schwarzwald). Im nordöstlichen Teil der Gemarkung liegen in den Oderauen drei größere Baggerseen: der Koblov, der Antošovické jezero und der Mžíkovec. Südlich – am rechten Oderufer – führt die Autobahn D 1 an Koblov vorbei; sie überquert bei Vrbice (Wirbitz) auf einer Schrägseilbrücke den Fluss und den Antošovické jezero, umfährt Koblov-Vrbina (Tabulki) und Antošovice, im nördlichsten Zipfel der Gemarkung Koblov quert die Autobahn erneut die Oder in Richtung Starý Bohumín (Oderberg Stadt).
Nachbarorte sind Šilheřovice (Schillersdorf), Annin Dvůr (Annahof), Rakowiec, Chałupki (Annaberg), Paseky (Passek) und Antošovice im Norden, Pudlov (Pudlau) und Vrbice im Nordosten, Rychvald (Reichwaldau) und Heřmanice (Herzmanitz) im Osten, Hrušov (Hruschau) im Südosten, Přívoz (Oderfurt) im Süden, Lhotka (Ellguth-Hultschin) im Südwesten, Petřkovice im Westen sowie Ludgeřovice (Ludgerstal) und Markvartovice (Markersdorf) im Nordwesten.

## Geschichte
Archäologische Funde belegen eine frühzeitliche Besiedlung der Gegend. Auf dem Hügel Landek befand sich eine Siedlungsstätte von Mammutjägern des Gravettien. In den Feuerstätten wurden Kohlenreste entdeckt, die aus dem Flözausbiss unterhalb des Hügels stammen. Als bedeutendster Fund gilt die Landeker Venus, außerdem wurde in den Anschwemmungen der Oder ein Schwert aus der Zeit der Urnenfelderkultur gefunden. Am Fuße des Hügels verlief eine Trasse der Bernsteinstraße. Im 8. Jahrhundert entstand eine slawische Burgstätte und in der Mitte des 13. Jahrhunderts ließ Markgraf Ottokar II. Přemysl die mährische Grenzburg Landek anlegen. Es wird angenommen, dass Koblov kurz nach der Errichtung der Burg, spätestens aber um 1300, an der eines herrschaftlichen Pferdehofes als Suburbium gegründet wurde.
Die erste schriftliche Erwähnung von Kobelau erfolgte im Jahre 1377 im Zuge der Teilung des Herzogtums Troppau. Das Dorf war zu dieser Zeit ein Lehen des Kastellans von Landek und verblieb beim Troppauer Anteil, der den Brüdern Herzog Wenzel I. und Přemysl I. zugefallen war.
Nachdem die Burg Landek 1474 im Ungarisch-böhmischen Krieg von Truppen des ungarischen Königs Matthias Corvinus erobert und schwer beschädigt worden war, wurde der Herrschaftssitz auf das Schloss Hultschin verlegt. Im Jahre 1492 verpfändete der böhmische König Ladislaus Jagiello das Gut zusammen mit der Herrschaft Hultschin und Burgruine Landek an den Teschener Herzog Kasimir II. Zu Beginn des 16. Jahrhunderts ließ der Troppauer Herzog Sigismund die zum Räubernest verkommene Burgruine stürmen und die Burgmauern schleifen. Nachfolgende Besitzer waren die Herren von Zwole und ab 1542 die Freiherren von Würben und Freudenthal. Karl von Würben vereinigte 1567 die Güter Haatsch, Schilgersdorf, Kobillau und Groß Darkowitz zur Herrschaft Schilgersdorf. Im Jahre 1609 wurde die Herrschaft mit den zugehörigen Gütern an Bohunka Stosch von Kaunitz veräußert. Nach mehreren Besitzerwechseln gelangte die Herrschaft an Gräfin Barbara Perpetua von Ursenberg, die sie 1674 dem Troppauer Jesuitenkolleg verkaufte.
Nach dem Ersten Schlesischen Krieg fiel Koblau 1742 wie fast ganz Schlesien an Preußen. Die neue Grenze wurde entlang der Oder gezogen; die Gegend rechtsseitig des Flusses verblieb bei der k.k. Monarchie, wobei bei der Landstrich östlich von Koblau zu Österreichisch-Schlesien und der oberhalb der Mündung der Ostrawitza zu Mähren gehörte.
1743 wurde Koblau dem neugebildeten Kreis Leobschütz zugeordnet. Das Gut blieb zunächst weiterhin im Besitz der Jesuiten, wurde jedoch unter die Verwaltung des nun ebenfalls in Preußen liegenden Neisser Jesuitenkollegs gestellt. Nach der Aufhebung des Jesuitenordens 1773 wurde die Herrschaft Schillersdorf mit den zugehörigen Gütern von der königlich-preußischen Kammer verwaltet. Sie verkaufte die Herrschaft 1787 an Karl von Larisch, der sie im gleichen Jahr an Johann Friedrich von Eichendorff veräußerte.
Nachdem der Markscheider Scholze 1781 durch den Flözausbiss an den Hängen der Landecke eine Steinkohlenlagerstätte erkannt hatte, wurde im Jahr zunächst auf Petrzkowitzer Flur unter primitiven Verhältnissen mit deren Abbau begonnen. Im Jahre 1783 hatte Koblau 233 Einwohner. 1795 erhielt das Dorf eine eigene Schule, die bis 1821 auch die Kinder aus Petrzkowitz besuchten. Nach der Entdeckung eines Kohleflözes an der Ostseite der Landecke ließ der Besitzer der Herrschaft Schillersdorf Johann Friedrich von Eichendorff im Jahre 1803 dort die Grube „Nanette“ eröffnen. Am 19. Februar 1805 erfolgte die Verleihung der Abbaurechte auf den Flözen „Philippine“, „Johannes“ und „Clementine“ an von Eichendorff. Im Zuge der Kreisreform vom 1. Januar 1818 wurde Koblau dem Kreis Ratibor zugewiesen. 1819 erbte Johann Friedrich von Eichendorffs Witwe Maria Anna, geborene von Hoverden, die Herrschaft Schillersdorf und die Schillersdorfer Gruben in Koblau. In den Jahren 1820–1821 wurde das alte Schulhaus abgebrochen und an seiner Stelle ein Schulneubau errichtet. 1825 standen in Koblau bzw. Koblow 79 Häuser; das Dorf hatte 329 katholische Einwohner. Im Ort bestanden eine katholische Schule, eine Sägemühle und eine dreigängige Wassermühle. Außerdem gab es zwei, im Eigentum der Gemeinden Petrzkowitz und Koblau stehende Sandsteinbrüche. Grundherr war die Freiherrin von Eichendorff. Das Dorf war nach Hultschin eingepfarrt. Im Jahre 1830 vermachte Maria Anna von Eichendorff die Schillersdorfer Gruben ihrem Neffen Emanuel von Hoverden.
Der Abbau in der Grubenfeldern „Philippine“ und „Clementine“ wurde im selben Jahr eingestellt und diese mit der Grube „Johannes“ vereinigt. 1834 wurde der Bau eines neuen Schulhauses bewilligt, im selben Jahre erfolgte der Verkauf des alten hölzernen Schulgebäudes. 1835 erwarb Franz Hubert Stücker von Weyershof die Herrschaft einschließlich der Schillersdorfer Gruben. Stücker erhielt im selben Jahr die Abbaurechte für das Flöz „Rosalie“ und ließ zur Lösung der Schillersdorfer Gruben den „Hubert-Erbstollen“ anlegen. 1842 wurde ihm das nach seiner Mutter benannte Grubenfeld „Euphemiens Hoffnung“ und zwei Jahre später noch die Grube „Carolina Anna“ verliehen. Am 5. Dezember 1844 verkaufte Stücker zusammen mit der Grundherrschaft auch die Schillersdorfer Gruben an Salomon Meyer von Rothschild, der sie mit seinen Hultschiner Gruben vereinigte. Im Gegensatz zu diesen war der Bergbau der Schillersdorfer Gruben weniger intensiv; insgesamt wurden sieben Bergwerke mit fünf Hauptstollen betrieben.
Im Jahre 1840 bestand Koblau, auch Kobelau an der Oder bzw. Koblów genannt, aus 86 Häusern. In dem Dorf mit 549 Einwohnern, darunter vier Juden, gab es eine katholische Schule, eine viergängige Wassermühle, eine Sägemühle und ein Wirtshaus. Eine siebengängige Wassermühle an der Oder war im Bau begriffen. Die gewerkschaftliche Steinkohlengrube „Johannes Philippine“ förderte im Jahr 220 t Kohle. Außerdem bestanden noch die Grube „Nanette“ und der dicht an der Oder gelegene und mit einer 24 PS starken Dampfmaschine ausgestattete „Hubert-Stollen“. Pfarrort war nunmehr Ludgierzowitz, wobei die Bewohner eher die Hl. Messe in Hruschau besuchten. 1852 erfolgte zwischen der Gemeinde Koblau und der Herrschaft Schillersdorf – als Besitzer der Oderfähre – eine vertragliche Vereinbarung, wonach die Bewohner von Koblau vom tariflichen Fährentgelt freigestellt wurden, und stattdessen jeder Bauer jährlich vier Metzen Korn, die Gärtner und Häusler 60 Pfennige sowie die Inlieger 50 Pfennige an den Fährpächter zu entrichten hatten. Dies führte mehrmals zu Streitigkeiten, wenn die Fährpächter Entgelte bei außergewöhnlichen Transporten erhoben.
In der Mitte des 19. Jahrhunderts setzte in Koblau ein reges Baugeschehen ein, wobei neben Häuslerstellen zunehmend auch Einliegerstellen für Beschäftigte der Kohlen- und Industriewerke geschaffen wurden. Die Felder der Koblauer Bergwerke wurden 1860 der Grube „Anselm“ bei Petrzkowitz zugeschlagen. Im Jahre 1861 bestand die Gemeinde Koblau bzw. Koblovo aus 14 Bauernhöfen, drei Halbbauern, vier Gärtnern und 31 Häuslern sowie der Odermühle. Koblau hatte 690 Einwohner, die insgesamt 1342 Morgen Land, davon 1222 Morgen Acker und 100 Morgen Gärten bewirtschafteten. In der Schule wurden 119 Kinder unterrichtet. Nach Hruschau verkehrte eine Oderfähre. Ein Teil der Bewohner arbeitete in den österreichischen Kohlengruben. Die an der Oder liegenden Felder hinter der Mühle und in der Flur Chmeliska wurden oftmals bei Hochwasser überflutet. 1868 gab es Pläne die Gemeinde und Feldmark Antoschowitz nach Koblau einzugliedern, was jedoch nicht realisiert wurde.
1869 bestand Koblau aus 93 Häusern und hatte 810 Einwohner. Die Muttersprache war mährisch. Im Schuljahr 1869/70 besuchten 164 Kinder die Koblauer Schule; unterrichtet wurde überwiegend in deutscher Sprache. Wegen der auf über 200 gestiegenen Schülerzahl erhielt die Schule 1872 einen Erweiterungsbau. Im Mai 1874 wurde aus den Landgemeinden Annaberg, Antoschowitz Colonie, Koblau und Zabelkau sowie den Gutsbezirken Passek Vorwerk, Preußisch Oderberg und Zabelkau der Amtsbezirk Annaberg gebildet. Am 25. Juni 1884 ertranken fünf Frauen aus Koblau und Petrzkowitz in der Oder, nachdem der mit sechs Fahrgästen besetzte Fährkahn bei der Überfahrt nach Hruschau in dem hochwasserführenden Fluss kenterte; eine der Toten wurde unterhalb von Zabelkau von Fischern aus Ratibor aufgefunden, die sie ihrer guten Kleidung beraubten und die Leiche danach wieder in den Fluss warfen. 1886 begann der Bau der Dorfkapelle der Jungfrau Maria, den Bauplatz dafür überließ der Bauer Ciprian Klimscha kostenlos. Nach der Aufnahme der neuen Grube Oskar und der Erweiterung des Betriebs der Grube Anselm bei Petrzkowitz traten dort in den 1890er Jahren viele der zuvor in österreichischen Bergwerken beschäftigten Koblauer Bergleute in Arbeit. Im Juli 1894 begann in Koblau der dreiklassige Schulunterricht. 1896 beantragte die Gemeinde einen Schulneubau auf dem Schulacker, da das bisherige Schulhaus erweiterungsbedürftig und zudem wegen seiner Lage an einem Bach nass und baufällig war. Problematisch blieb die Finanzierung; wegen ihrer Verschuldung wollte die Gemeinde kein Darlehen dafür aufnehmen und hoffte auf staatliche Unterstützung. Der neue Fährpächter Schönherz versuchte im Sommer 1896 von den Berufspendlern nach Österreich monatlich 15 Kreuzer zu kassieren; seinem Vorgänger Grünberger hatten sie für eine zügige Überfahrt ein zusätzliches Entgelt von 25 Kreuzern jährlich zugestanden. Im November 1897 begann die Bergverwaltung Petrzkowitz im Auftrag der Gebrüder Gutmann mit dem Abteufen eines Versuchsschachtes; in der Nähe des Grubengeländes wurde eine Ziegelfabrik angelegt. Später wurde der neue Schacht als Wetterschacht mit Bauen der Grube Anselm verbunden.
Nach dem Brand der Luttnarschen Asphalt-, Cement- und Dachpappenfabrik in Mährisch Ostrau gelangten im August 1898 Teer und Ingredienzien über den Prziwoser Mühlgraben in die Oder und lösten ein großes Fischsterben aus, das von der Schicht heimkehrende Bergleute bemerkten und im Dorf bekannt machten. Mit allen möglichen Gefäßen zog die Bevölkerung an den Fluss und sammelte die in großer Zahl an der Wasseroberfläche treibenden betäubten und sterbenden Fische ein; größere Hechte und Karpfen wurden in Ostrau und Hruschau gegen gute Bezahlung verkauft. Nach der Zubereitung erwiesen sich die vergifteten Fische jedoch als ungenießbar und waren letztlich selbst den Schweinen zuwider. Durch die Kadaver war die Oder verpestet und übelriechend; im Fluss mochte danach keiner mehr baden. Eine Entschädigung erhielt der Besitzer der Oderfischerei nicht.
Als 1899 die Pflasterung der Koblauer Dorfstraße begann, verweigerte der neue Fährpächter Wiertelorz die unentgeltliche Überfuhr der Blausteinfuhren aus dem Muglinauer Steinbruch Löwy. Nach der Verrohrung einer Quelle, die wahrscheinlich ursächlich für eine Rutschung an der Petrzkowitzer Straße war, konnten die Arbeiten im November desselben Jahres angeschlossen werden. Ende 1899 wurde zudem mit dem Bau eines Wohnhauses für den Grenzaufseher begonnen. Im selben Jahr stimmten die Gemeindevertreter der Errichtung einer vollspurigen Nebeneisenbahn von Annaberg nach Hultschin zu.
Da die Kapazität der Oderfähre dem gestiegenen Bedarf nicht mehr gewachsen war, – im Durchschnitt ließen sich täglich 1200 Personen übersetzen – und zudem bei Hochwasser nicht verkehren konnte, so dass die Berufspendler mitunter eine Woche an ihren Arbeitsstätten in Österreich nächtigen mussten, legte die Gemeinde Koblau im Jahre 1900 Pläne für den Bau einer grenzüberschreitenden Oderbrücke vor, die nach dem Vorbild der kurz zuvor fertiggestellten Kaiser-Franz-Joseph-Jubiläumsbrücke bei Oderberg eine Eisenkonstruktion auf steinernen Unterbau vorsahen, und erhoffte die Übernahme des größten Teils der Baukosten durch den Staat. Die Gemeinde Hruschau erklärte sich bereit, den Brückenbau auf eigene Kosten vorzufinanzieren und die Baukosten über eine zu erhebende Maut abzutragen. Nachdem seitens der Gemeinde Koblau zunächst eine hälftige Beteiligung an dem Projekt bei Erhalt der Hälfte der Mautgebühren beschlossen worden war, zog sie sich davon wieder zurück, nachdem im August 1901 beim Vor-Ort-Termin mit den preußischen Behörden eine Beihilfe durch die Provinz Schlesien für das vorgelegte Bauprojekt ausgeschlossen und bei dessen geforderter Überarbeitung entsprechend den preußischen Bauvorschriften eine Kostensteigerung um 20.000 Gulden entstände, der wohl angedachte Vorteil für die Kassen beider Gemeinden durch dauerhafte Mauteinnahmen ebenso ausgeschlossen und die Vorlage einer exakten Rechnungslegung bis zum Ausgleich der Vorleistung, etwaiger Reparaturkosten und zur Schaffung eines Neubaufonds erwartet, sowie auf das Risiko der Wiederherstellung im Falle der Zerstörung durch Eisgang hingewiesen worden war.
Nachdem nunmehr die Finanzierung des Schulneubaus gesichert war, erhielt der Beneschauer Baumeister Josef Holuscha im Jahre 1901 den Auftrag zur Erstellung eines Bauprojekts. Für die Errichtung der neuen Schule auf dem Schulacker am Weg nach Annaberg veranschlagte Holuscha einschließlich der Nebengebäude 33.092 Mark; er legte in der folgenden Ausschreibung das günstigste Angebot vor, das seinen Anschlag um fünf Prozent unterschritt und erhielt im Mai 1901 den Zuschlag. Am 1. Januar 1902 erfolgte die Übergabe der neuen Schule, die tags darauf feierlich und am 6. Januar durch den Hultschiner Vizedechanten Hugo Stanke kirchlich geweiht wurde; wegen gewünschter Nachbesserungen des Projekts beliefen sich die Baukosten letztlich auf 32.110 Mark, davon wurden 18.560 Mark durch Staatsbeihilfe, 2.700 Mark aus dem Schlesischen Freikuxgelderfonds und 2000 Mark durch eine Beihilfe der Witkowitzer Bergbau- und Hüttengewerkschaft finanziert. Zum 1. April 1901 wurden 41 neue Schüler aufgenommen, erstmals seit Jahren erfolgten keine Zurückstellungen wegen mangelnder Kapazität; am 1. September desselben Jahres wurden in der Koblauer Schule 259 Kinder unterrichtet. Wegen einer Masernepidemie, an der zwei Kinder starben, wurde die Schule am 20. September 1901 für anderthalb Monate geschlossen. Das alte Schulgehöft wurde am 30. Oktober desselben Jahres mit Ausnahme des Schulackers für 5.000 Mark an die Gemeinde veräußert, die darin zwei Mietwohnungen einrichtete. Im April 1902 wurde der vierklassigen Unterricht aufgenommen, die Schülerzahl war auf 281 gestiegen.
Der Bau der vier Pfeiler der Oderbrücke begann im März 1903 durch den Teschener Baumeister Kametz, die beiden Wasserpfeiler wurden mithilfe von Caissons errichtet; dafür war zuvor eine provisorische Holzbrücke, die wegen des Julihochwassers bis auf die Piloten, von denen die zwölf Reihen im Fluss fortgerissen wurden, wieder abgetragen werden musste. Die Eisenkonstruktion für den Bogen auf preußischer Seite lieferten die Witkowitzer Eisenwerke, die auch bereits die Caissons hergestellt hatten; die Teile für den mittleren und den Bogen auf österreichischer Seite wurden von der Eisenkonstruktions- und Brückenbauanstalt Albert Milde & Co. in Wien gefertigt. Die Abnahme, Einweihung und Übergabe der Oderbrücke an die Gemeinde Hruschau erfolgte am 18. Dezember 1903. Am 17. Juni 1904 fand in Anwesenheit des österreichisch-schlesischen Landespräsidenten Josef von Thun und Hohenstein die kirchliche Weihe der Brücke statt, die dabei den Namen Kaiserin-Elisabeth-Brücke erhielt. Am selben Tag wurde auf dem Fluss an der Landecke die 15. mährisch-schlesische Regatta ausgetragen, Gastgeber war der Ruderverein Oderhort aus Hruschau.
Im Jahre 1900 hatte Koblau inklusive der Kolonie Tabulki 1114 Einwohner, 1910 waren es 1388. Durch den Hauptlehrer Franz Bernard wurde im Dezember 1903 ein Jugendheim gegründet. Nach Beschluss der Gemeindevertretung begann im Sommer 1905 der Baumeister Holuscha aus Beneschau mit dem Umbau des Gemeindegasthauses, wogegen der andere Schankwirt erfolglos Einspruch einlegte. In der zweiten Jahreshälfte 1905 ließ die Bergverwaltung Petrzkowitz in Koblau zwei Bohrungen auf Kohle vornehmen, wobei die zweite bei einer Teufe von 112 m nach einer Schlagwetterverpuffung eingestellt wurde.
Bei den Verhandlungen wegen der Trassenführung der geplanten Nebeneisenbahn von Annaberg nach Deutsch Krawarn positionierten sich die Gemeindevorsteher und Gewerbetreibenden aus Koblau, Petrzkowitz, Ludgierzowitz, Ellguth-Hultschin und Hoschialkowitz im März 1906 für eine Streckenführung über Koblau und Petrzkowitz nach Hultschin, wobei eine Trassierung durch Koblau und unter der Landecke zur Grube Anselm gewünscht wurde; die alternative und von der Stadt Hultschin favorisierte Variante von Annaberg über Haatsch nach Hultschin mit einem Abzweig nach Petrzkowitz fand keinen Anklang. Im Dezember 1907 ließ die Witkowitzer Bergbau- und Hüttengewerkschaft durch den Baumeister Fröhlich eine Schleppbahn vom Anselmschacht über die Oder zur Kaiser Ferdinands-Nordbahn nach Hruschau anlegen; am Fuße der Landecke und am gegenüberliegenden Ufer wurde ein Damm aufgeschüttet.
Wegen der gestiegenen Schülerzahl begann im April 1907 an der Koblauer Schule der Unterricht in fünf Klassen. 1909 wurden 353 Kinder unterrichtet. Wegen des Platzmangels in den oberen Klassen ordnete die Kreisschulinspektion 1910 die Bildung von nach Geschlechtern getrennten Parallelklassen an. Im Dezember 1910 schloss die Gemeinde Koblau mit der Gemeinde Petershofen einen Vertrag wegen des Wasserleitungsbaus in Koblau. Dieser sollte von der Gemeinde Koblau ausführt werden, während das finanziell besser gestellte Petershofen die Baukosten übernahm und Koblau für das Wasser zahlte. Der neue Besitzer der Wassermühle, Johann Kolek, ließ 1911 deren Antrieb umbauen; anstelle der zwei unterschlächtigen Wasserräder erhielt sie eine Turbine und ein großes eisernes Rad. Die Witkowitzer Bergbau- und Hüttengewerkschaft begann im Juli 1911 mit dem Abteufen eines neuen Wetterschachtes beim ehemaligen Steinbruch Wittek, in 25 m Teufe erfolgte der Durchschlag mit dem Überhauen von einer Strecke der Grube Anselm. Im Februar 1912 entstand auf einem Acker in Koblau ein ca. 180 m langer und bis zu drei Meter tiefer Spalt, wahrscheinlich rührte der Bergschaden vom Zusammenbruch der vom alten Wetterschacht in Richtung Forsthaus führenden Strecke »Daniel« her.
Am 1. Juli 1912 wurde Koblau in den Amtsbezirk Petershofen umgegliedert. 1913 wurde eine Schulerweiterung durch einen Anbau mit je zwei Klassenzimmern und Lehrerwohnungen beschlossen. Im selben Jahre erfolgte die Ablösung der Naturallieferungen an die Lehrer. Im Oktober 1914 wurde in Koblau eine Jugendwehr gegründet.
Nach langwierigen Verhandlungen mit den Bergwerksbesitzern Bahnstrecke Deutsch Krawarn-Annaberg begann im Februar 1914 der Bau des letzten Streckenabschnittes zwischen Hultschin und Annaberg. Als die Arbeiten kurz nach Ausbruch des Ersten Weltkrieges eingestellt wurden, waren bereits 60 % der Strecke fertiggestellt.
Aufgrund des Versailler Vertrages von 1919 wurde das Hultschiner Ländchen am 4. Februar 1920 der Tschechoslowakei zugeschlagen und daraus der Okres Hlučín gebildet.
Nach der neuen Grenzziehung sah die Tschechoslowakei keinen Bedarf an einer grenzüberschreitenden Bahnverbindung nach Annaberg; fertiggestellt wurde nur der Abschnitt bis zum Bahnhof Petřkovice, die letzten sieben Kilometer bis zum Bahnhof Annaberg blieben unvollendet. 1921 lebten in den 175 Häusern der Gemeinde Koblov/Koblau mit der Einschicht Tabulki 1588 Personen, darunter 1483 Tschechen und 83 Deutsche. Die Witkowitzer Bergbau- und Hüttengewerkschaft ließ 1921 an der Antoschowitzer Höhe ( Antošovická kupa) die Schachtanlage Anselm 4 anlegen, die vorrangig der Bewetterung diente. In der Nähe derselben entstand die Kolonie Amerika. Im Jahre 1930 bestand Koblov aus 226 Häusern und hatte 1859 Einwohner. Die Elisabethbrücke / Eliščin most über die Oder wurde 1931 zu Ehren des Staatspräsidenten T. G. Masaryk in Masarykův most umbenannt.
Nach dem Münchener Abkommen wurde Koblau am 8. Oktober 1938 zusammen mit dem Hultschiner Ländchen vom Deutschen Reich besetzt. Ein Teil der tschechischen Einwohner und das tschechische Lehrpersonal verließen den Ort; da kurz zuvor Polen das Olsagebiet besetzt und dort die meisten deutschen Schulen geschlossen hatte, konnte der Lehrermangel auch durch Übernahme der dortigen Lehrer in den deutschen Schuldienst recht schnell abgestellt werden. Am 25. Oktober wurde der fünfklassige Schulbetrieb in Koblau wiederaufgenommen; unterrichtet wurden – noch ohne Schulbücher, die erst mit Beginn des Schuljahres 1939/40 vorlagen – 225 Kinder. Die Gemeinde gehörte nunmehr zum Landkreis Hultschin, der 1939 dem Landkreis Ratibor in der preußischen Provinz Schlesien eingegliedert wurde. Der am 17. Januar 1939 neu eingerichtete Amtsbezirk Petershofen bestand aus den Gemeinden Koblau, Ludgerstal, Markersdorf und Petershofen. Zum 1. April 1940 wurde das Gastschulverhältnis mit Antoschowitz wirksam. Im Zuge der „Arisierung“ des Besitzes der Witkowitzer Bergbau- und Hüttengewerkschaft wurden die Gruben „Anselm“ und „Oskar“ in die Reichswerke Hermann Göring eingegliedert und dort ab 1942 als Grube „Petershofen“ geführt. Im September 1943 musste das Schulgebäude wegen fortschreitender Senkung in Folge des Bergbaus baupolizeilich gesperrt werden. Der Unterricht fand fortan im Kindergarten und im Gasthaussaal, der dafür in zwei Klassenräume geteilt wurde, statt. Im April 1945 sprengte die abziehende Wehrmacht die Oderbrücke. Am 30. April 1945 besetzte die Sowjetarmee das Dorf.
Nach dem Ende des Krieges kam Koblov wieder an die Tschechoslowakei zurück. Am 1. Februar 1949 wurde die Gemeinde dem Okres Ostrava-okolí zugeordnet. 1950 bestand Koblov aus 264 Häusern und hatte 1853 Einwohner.
In den 1950er Jahren begann der Staatsbetrieb Ostravsko-karvinské doly Erkundungsarbeiten im Feld des Schachtes Eduard Urx 4 (ehemals Anselm 4). Ab 1957 erfolgte in den Oderauen der Abbau von Kies, aus den gefluteten Gruben entstanden später die Baggerseen Koblov, Antošovické jezero und Mžíkovec. Im Zuge der Gebietsreform von 1960 erfolgte die Umgliederung der Gemeinde in den Okres Opava. 1962 wurde in der Nähe der Wetterschachtanlage Eduard Urx 4 mit dem Abteufen des Förderschachtes Eduard Urx 5 begonnen. Nach der zu Beginn des Jahres 1964 erfolgten Bildung des Bergbaubetriebs „Vítězný únor“ wurde die Schachtanlage Eduard Urx 1 (ehemals Anselmschacht) in diesen eingegliedert. Im Dezember 1966 begann die Probeförderung auf der Schachtanlage Eduard Urx 5 und im Januar 1967 der reguläre Grubenbetrieb. 1970 lebten in den 285 Häusern von Koblov 1248 Personen. Ab 1973 bildete der Schacht Eduard Urx 5 die Hauptschachtanlage des Steinkohlenwerks „Vítězný únor“. Am 24. April 1976 wurde Koblov nach Ostrava eingemeindet. Seit dem 24. November 1990 ist Koblov Teil des Stadtbezirk Slezská Ostrava. 1991 hatte Koblov 900 Einwohner und umfasste 277 Häuser. Im April 1991 erhielten die Koblover Schächte der Grube Eduard Urx neue Bezeichnungen: K5 (Förderschacht) und K4 (Wetterschacht); die Schachtanlage Petřkovice (Anselmschacht) stand kurz vor ihrer Stilllegung. Am 30. Mai 1994 wurde auch in Koblov die Kohlenförderung eingestellt.
1995 wurde Koblov an das Obusnetz der Stadt Ostrava angeschlossen. Der Schacht K4 wurde 1996 verwahrt, im Jahre darauf der Schacht K5; am 9. März 1998 erfolgte die Sprengung des Förderturms K5. Beim Zensus von 2011 bestand Koblov aus 385 Wohnhäusern und hatte 1240 Einwohner; davon 740 in Koblov-střed, 291 in Amerika, 191 in Koblov-Vrbina, 18 in Koblov-sever und 0 in Štěrkovna.

## Ortsgliederung
Der Ortsteil Koblov bildet einen Katastralbezirk. Er besteht aus den Grundsiedlungseinheiten Amerika, Koblov-sever, Koblov-střed, Koblov-Vrbina und Štěrkovna.

## Sehenswürdigkeiten
- Hügel Landek mit Burgstall Landek und hölzernem Aussichtsturm
- Kapelle der Jungfrau Maria, errichtet 1886–1887
- Steinernes Kreuz, vor der Kapelle
- Breitpfeiler mit Figur des Gekreuzigten
- Baggerseen Koblov, Antošovické jezero und Mžíkovec, linksseitig der Oder